# Agaath Witteman
Agatha Catharina Cornelia (Agaath) Witteman (Oegstgeest, 5 april 1942) is een Nederlands theatermaakster en oud-politica. Van 2003 tot 2007 was zij namens de Partij van de Arbeid lid van de Eerste Kamer der Staten-Generaal.
Witteman studeerde Romaanse talen aan de Rijksuniversiteit Leiden en later kunstgeschiedenis aan de Katholieke Universiteit Nijmegen en theaterwetenschap en klassieke archeologie aan de Universiteit van Amsterdam. Ze was werkzaam als theaterregisseur en docent Grieks theater en kunst-cultuur. In 1984 was zij mede-oprichtster van Theater Persona en van 1988 tot 1993 artistiek leidster van Theater van het Oosten te Arnhem. Van 1991 tot 1993 was Witteman bijzonder hoogleraar kunst en cultuur aan de Katholieke Universiteit Nijmegen. Van 1989 tot 1995 was ze kroonlid van de Raad voor de Kunst. Verder was zij onder meer bestuurslid van Theater de Engelenbak.
Bij de Eerste Kamerverkiezingen 2003 werd Witteman gekozen in de senaat. Ze hield zich in de senaat bezig met onderwijs en cultuur en was voorzitter van de vaste commissie voor Cultuur.
Anno 2021 is zij nog actief als regisseur, van het toneelstuk Het oog van de storm van Florian Zeller.

## Publicaties
- 1979: De Lucaanse toneelvaas in het Allard Piersonmuseum te Amsterdam
- 1979: De discutabele waarde van een bron: de Griekse toneelvaas
- 1980: Toneel ten toon, Grieks theater toen en nu
- 1983: Theater ten toon, overzicht van theaterarchitectuur in Nederland

## Privé
Witteman is getrouwd met acteur en schrijver Hans Croiset. Samen hebben ze drie kinderen.
- International Standard Name Identifier: 0000 0003 8895 2040
- Nederlandse Thesaurus van Auteursnamen: 067491251
- Parlement.com: vge7dtppqszz
- Virtual International Authority File: 282290891
- WorldCat: E39PBJbtvQBD7xKY4trQvdBgKd